# Halvarsgårdarna
Halvarsgårdarna – miejscowość (tätort) w Szwecji, w regionie administracyjnym (län) Dalarna, w gminie Borlänge.
Według danych Szwedzkiego Urzędu Statystycznego liczba ludności wyniosła: 317 (31 grudnia 2015), 296 (31 grudnia 2018) i 302 (31 grudnia 2019).